# Тепловизионная камера

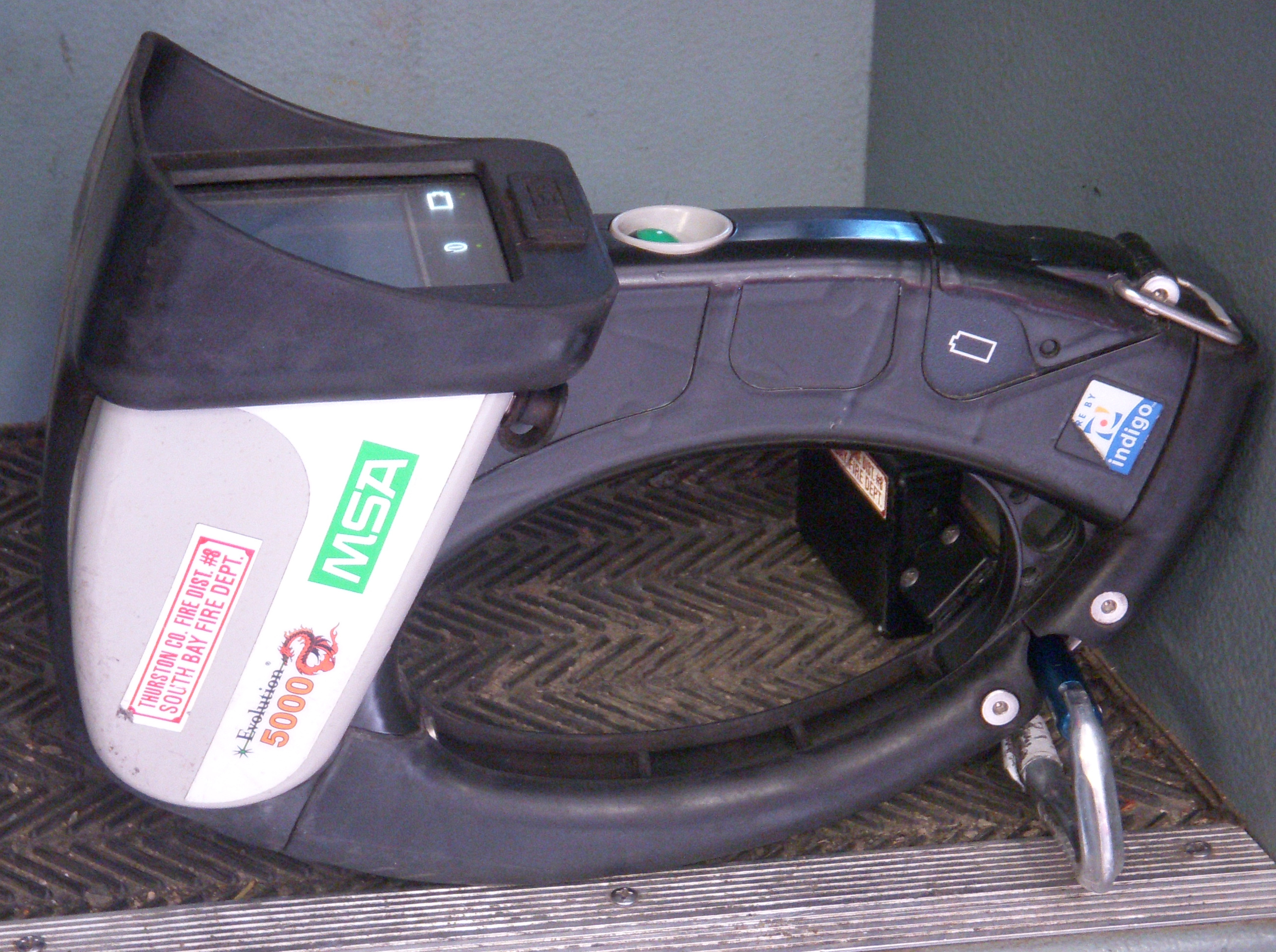
Портативная тепловизионная камера

Тепловизионная камера ― разновидность термографических камер, используемых при тушении пожаров. Преобразуя инфракрасное излучение в видимый свет, такие камеры позволяют пожарным видеть очаги возгорания сквозь дым, темноту или теплопроницаемые барьеры. Тепловизионные камеры, как правило, являются портативными, но могут быть интегрированы с другими элементами оборудования, такими как шлем и автономный дыхательный аппарат. Они изготавливаются с использованием тепло и водостойких корпусов и обладают повышенной прочностью, позволяющей противостоять опасностям, связанным с наземными пожарами. Часто соответствуют требованиям стандарта NFPA 1801 на тепловизоры для пожарной службы.
Несмотря на то, что тепловизионные камеры являются дорогостоящим оборудованием, их популярность и использование пожарными в США заметно возросли в связи с возросшей доступностью государственных грантов на оборудование после терактов 11 сентября 2001 года. Тепловизионные камеры улавливают тепло тела и обычно используются в тех случаях, когда люди оказываются в ловушке, где спасатели не могут их найти.
Тепловизионная камера состоит из пяти компонентов: оптической системы, детектора, усилителя, системы обработки сигнала и дисплея. Тепловизионные камеры, предназначенные для пожарных служб, содержат эти компоненты в термостойком, прочном и водонепроницаемом корпусе. Эти компоненты работают вместе, чтобы преобразовать инфракрасное излучение, например, испускаемое теплыми предметами или пламенем, в видимое световое изображение в режиме реального времени.